# ایزابلا فراری
ایزابلا فراری (ایتالیایی: Isabella Ferrari؛ زادهٔ ۳۱ مارس ۱۹۶۴) یک بازیگر اهل ایتالیا است.
از فیلم‌ها یا برنامه‌های تلویزیونی که وی در آن نقش داشته است می‌توان به داستان یک جوان فقیر، زیبایی بزرگ، مظنون، حوزه استحفاظی و نوبت عاشقی، تحت درمان و زیر آفتاب ریچونه اشاره کرد.